# كيني كوبر
كيني كوبر (بالإنجليزية: Kenny Cooper)‏ (مواليد 21 أكتوبر 1984 في بالتيمور) لاعب كرة قدم أمريكي دولي يجيد اللعب في خط الهجوم . يلعب حاليا لصالح نادي ميونخ 1860 الألماني منذ 2009 .

## روابط خارجية
- كيني كوبر على موقع الدوري الأمريكي (الإنجليزية)
- كيني كوبر على موقع قاعدة بيانات كرة القدم.إي يو (الإنجليزية)
- كيني كوبر على موقع بيانات كرة القدم. دي إي (الألمانية)
- كيني كوبر على موقع ناشيونال فوتبول تيمز (الإنجليزية)
- كيني كوبر على موقع Soccerbase.com (لاعب) (الإنجليزية)
- كيني كوبر على موقع عالم كرة القدم.نت (الإنجليزية)
- كيني كوبر على موقع كووورة
- كيني كوبر على موقع AS.com (الإسبانية)